# Fletcher Moss Rangers FC
Fletcher Moss Rangers Football Club là một câu lạc bộ bóng đá nghiệp dư dành cho trẻ em và thiếu niên, có trụ sở tại Didsbury, Manchester, Anh, được thành lập vào năm 1986. Cựu cầu thủ như Wes Brown, Jesse Lingard, Marcus Rashford, và Tyler Blackett đã tiến xa để ký hợp đồng chuyên nghiệp với Manchester United và đại diện cho đội tuyển quốc gia Anh, trong khi Ravel Morrison đã chơi cho đội tuyển quốc gia Jamaica và Keiren Westwood cho đội tuyển quốc gia Ireland.
Các em gái và các em trai trong câu lạc bộ đến từ các gia đình rất nghèo đói, với 75-80% gia đình cầu thủ sử dụng phiếu trợ cấp bữa ăn trường miễn phí.
Câu lạc bộ có một Hội đồng Quản trị giúp tổ chức và duy trì các yếu tố hàng ngày của câu lạc bộ. Dưới sự lãnh đạo của Chủ tịch Daniel Francis, nhóm này bao gồm:
1. David Horrocks
2. Amir Khan
3. Scott Flitcroft
4. Farhaan Ahmed
5. Jessica Southworth

## Cựu cầu thủ
- Tosin Adarabioyo
- Kyle Bartley
- Tyler Blackett
- Cameron Borthwick-Jackson
- Reece Brown
- Wes Brown
- Lewis Chalmers
- Andy Crompton
- Zeki Fryers
- Shaun Hobson[8]
- Jordy Hiwula
- Jesse Lingard
- Emma McDougall
- Demetri Mitchell[9]
- Ravel Morrison
- Warren Peyton
- Marcus Rashford
- Devonte Redmond
- Ashley Smith-Brown
- Cameron Stewart
- Danny Webber
- Danny Welbeck
- Keiren Westwood
- Ro-Shaun Williams